# 帕里斯 (密歇根州)
帕里斯（英語：Paris）是位於美國密歇根州米科斯塔縣格林特設鎮區的一個普查規定居民點。

## 人口
根據2020年美國人口普查的數據，帕里斯的面積為2.30平方千米，當中陸地面積為2.22平方千米，而水域面積為0.08平方千米。當地共有人口271人，而人口密度為每平方千米117.83人。